# Mårdsjön (Kårsta socken, Uppland)
Mårdsjön är en sjö i Vallentuna kommun i Uppland och ingår i Norrtäljeån-Åkerströms kustområde. Sjön är 2,3 meter djup, har en yta på 0,017 kvadratkilometer och befinner sig 50 meter över havet.